# Hans Maertens
Hans Maertens (Roeselare, 12 juni 1962) is een Belgisch bestuurder en voormalig journalist en redacteur.

## Levensloop
Hans Maertens studeerde rechten en communicatiewetenschappen aan de Katholieke Universiteit Leuven.
Hans Maertens startte in 1987 zijn loopbaan op de Wetstraatredactie van de Financieel-Economische Tijd (vandaag De Tijd) hij was er 4 jaar lang actief als wetstraatjournalist. Later werd hij er opeenvolgend eindredacteur (1991-1992) en coördinator bedrijfsberichtgeving (1992-1993). Van 1993 tot 1999 was hij hoofdredacteur van de Financieel Economische tijd. Nadat hij gedurende 6 jaar de redactie heeft geleid werd hij van 1999 tot 2003 algemeen directeur van de krant en vervolgens van 2003 tot 2006 algemeen directeur van Uitgeversbedrijf Tijd NV. In 2006 maakte Maertens de overstap naar Roularta Media Group. Hij was er redactie directeur van de Krant van West-Vlaanderen en vervolgens directeur magazines en directeur van Kanaal Z.
In januari 2010 werd Maertens aangesteld als directeur-generaal van Voka - Kamer van Koophandel West-Vlaanderen. Een functie die Maertens zal uitvoeren tot juli 2015, wanneer hij de overstap maakt naar het nationaal niveau als gedelegeerd bestuurder van Vlaams Netwerk van Ondernemingen (Voka). Hij volgt daarmee Jo Libeer op.
Naast zijn werk voor Voka is Maertens ook oprichter en voorzitter van VZW Cinema De Keizer in Lichtervelde. Cinema De Keizer is de oudste dorpsbioscoop in Vlaanderen en beschermd monument.
- International Standard Name Identifier: 0000 0003 8777 5855
- Nederlandse Thesaurus van Auteursnamen: 108724832
- Virtual International Authority File: 280832850
- WorldCat: E39PBJfh979gqqvBvQVjJdRxjC